# Amt Am Mellensee
Das Amt Am Mellensee war ein 1992 gebildetes Amt in Brandenburg, in dem sich acht Gemeinden im damaligen Kreis Zossen (seit 1993 Landkreis Teltow-Fläming, Brandenburg) zu einem Verwaltungsverbund zusammengeschlossen hatten. Amtssitz war in der Gemeinde Sperenberg. 2002 schlossen sich sechs Gemeinden zur neuen Gemeinde Am Mellensee zusammen. Nach der Eingliederung der zwei kleineren Gemeinden in Am Mellensee 2003 wurde das Amt aufgelöst. Es hatte zuletzt (Ende 2002) insgesamt 6794 Einwohnern.

## Geographische Lage
Das Amt Am Mellensee grenzte im Norden und im Osten an das Amt Zossen, im Süden an das Amt Baruth/Mark und das Amt Nuthe-Urstromtal und im Westen an das Amt Trebbin.

## Geschichte
Am 30. Mai 1992 genehmigte der brandenburgische Innenminister die Bildung des Amtes Am Mellensee, zu dem sich acht Gemeinden aus dem damaligen Kreis Zossen zusammengeschlossen hatten. Als Zeitpunkt des Zustandekommens des Amtes wurde der 1. Juni 1992 festgesetzt. Das Amt Am Mellensee wurde nach dem sog. Amtsmodell 1 gebildet, d. h., es wurde eine eigene Amtsverwaltung aufgebaut. Folgende Gemeinden begründeten das Amt (in der Reihenfolge der Nennung im Amtsblatt):
1. Gadsdorf
2. Kummersdorf-Alexanderdorf
3. Rehagen
4. Klausdorf
5. Saalow
6. Mellensee
7. Sperenberg
8. Kummersdorf-Gut

Es hatte zum Zeitpunkt der Gründung 1992 (Stichtag 31. Dezember 1992) 7410 Einwohner.
Im Zuge der kommunalen Neuordnung des Landes Brandenburg schlossen sich am 1. Februar 2002 sechs der Gemeinden – Klausdorf, Kummersdorf-Alexanderdorf, Kummersdorf-Gut, Mellensee, Rehagen und Sperenberg – freiwillig zur amtsangehörigen Gemeinde Am Mellensee zusammen. Danach bestand das Amt Am Mellensee nurmehr aus drei Gemeinden. Zum Abschluss der Gemeindegebietsreform wurden mit Wirkung zum 26. Oktober 2003 die Gemeinden Gadsdorf und Saalow per Gesetz in die nun amtsfreie Gemeinde Am Mellensee eingegliedert. Eine kommunale Verfassungsbeschwerde der Gemeinde Saalow gegen die Eingemeindung wurde am 18. August 2005 vom Verfassungsgericht des Landes Brandenburg teilweise verworfen und im Übrigen zurückgewiesen.

## Amtsdirektor
Durch den Amtsausschuss des Amtes Am Mellensee wurde Manfred Donath zum Amtsdirektor gewählt; er trat seinen Dienst zum 1. August 1992 an. 2000 wurde in seinem Amt bestätigt. Er wurde im November 2003 in einer Stichwahl zum Bürgermeister der Gemeinde Am Mellensee gewählt.